# 水道管ゲーム
水道管ゲーム（すいどうかんゲーム、WATER WORKS）は、2-5人で遊ぶカードゲーム。1976年にアメリカのパーカー・ブラザーズより発売が開始された。

## 基本ルール
水道管（以降パイプ）のバルブから蛇口まで、規定枚数以上のパイプカードを早く繋げた者が勝者となる。規定枚数は参加人数により増減し、人数が多いほど枚数は少なくなる。
最初に各プレイヤーに対して手持ち札となる5枚のカードを配り、それぞれバルブと蛇口のカードを場に配置して開始する。各自順番が回ってくるごとに山札から1枚を引き、1枚を使用する。使用できない場合は、トレイにカードを捨てて自分の番を終了する。

### 水漏れ
他のプレイヤーに対し、パイプを水漏れさせて進行を妨害することができる。相手パイプカードの一番端のカード上に同じ形状の水漏れパイプカードを乗せるか、その先に水漏れパイプカードを繋げることで成立する。水漏れの発生したプレイヤーは、水漏れを修理するまで自分のパイプを新たに繋げることができない（他人のパイプに水漏れを発生させるのは可能）が、水漏れ箇所がT字管だった場合は片方の先にキャップをすることができる。
水漏れに対する処置の仕方は次の2通り。
- 水漏れ箇所と同じ形状のパイプカードを上に乗せる。
- 「レンチ」と呼ばれるアイテムを使用する。ただし、使用できるのは1人につき2回まで。

### その他
- 水漏れは1人対して1度に1か所まで。
- 自分に対して水漏れカードを使用することはできない。
- カードはすべて同じ向きに置くこと。90度回転させて配置してはいけない。
- 水道管の通り道が1つだけになるように配置すること。
- 山札のカードがなくなった際について、説明書にルールが記載されていない。

## カードの種類
バルブ
最初に配置するカード。ここから水道管を繋げていく。
蛇口
規定枚数以上のパイプカードを繋げたら、このカードを最後に配置してあがりとなる。
パイプ
ゲームの基本となるカード。直線型、L字型、十字型など、様々な形状がある。
水漏れパイプ
他プレイヤーの水道管に載せて使用する。使用されたプレイヤーは、水漏れを直すまで新たに水道管を延ばすことができない。
銅製パイプ
水漏れさせることができないパイプ。

## 水道管ゲームが登場する作品
- ノエイン もうひとりの君へ （アニメ）
- 眠れるラプンツェル （小説、山本文緒）
- ファミリー! （漫画、渡辺多恵子）